# Maragonahalli, Koratagere
Maragonahalli là một làng thuộc tehsil Koratagere, huyện Tumkur, bang Karnataka, Ấn Độ.